# Roberto Bienzobas
Roberto Bienzobas Gárate (Bilbao, Vizcaya, 8 de octubre de 1942) es un músico, director de orquesta, compositor y director de coro español.

## Biografía
Nacido en el Casco Viejo de Bilbao.
Cursó desde joven estudios musicales de armonía, música de cámara y dirección de orquesta y coro. Realizó los estudios de contrapunto, fuga y composición con el maestro Francisco Escudero.
Ha ejercido de músico y director de orquesta y coros. También ha ejercido de músico, formador y profesor de músicos y compositores en distintas instituciones. Como músico está formado en flauta travesera, flauta y piano.
Como director de coro ha dirigido a distintos coros, como el Coro Euskería, Coral Gaztelumendi, Coro de Voces Blancas Antxieta y otros. Lleva más de veinte años dirigiendo la Coral Deustoarrak creada en el año 1957.